# Maraton hudby Brno
Maraton hudby Brno je brněnský hudební festival, který se koná každoročně od roku 2016 a kromě koncertů v různých brněnských klubech a kavárnách nabízí i hudební vystoupení ve veřejném prostoru města a různé buskingové akce. První ročník se odehrál o víkendu od 27. května do 29. května 2016 a spolu s Turistickým informačním centrem města Brna jej pořádaly agentury C.E.M.A. a TWENTYFOURSEVEN Promotions. Od druhého ročníku v roce 2017 se termín přesunul na začátek srpna a nabídnul mj. buskingová vystoupení pod názvem Bezuliční busking, které organizovala Kateřina Šedá. Od ročníku 2019 pro hraní na ulicích vymyslela Kateřina Šedá pódia stylizovaná do místností v bytě – pokojů či koupelny. Od roku 2021 je součástí festivalu i Maraton Street Food Festival. V roce 2025 byl v rámci festivalu postaven trampský srub a zapálen táborák na náměstí Svobody, kde lidé společně zpívali a opékali špekáčky. Táborák i trampský srub vymyslela opět Kateřina Šedá.